# Diana Castaño
Pour les articles homonymes, voir Castano.
Diana Castaño est une joueuse de volley-ball espagnole, née le 5 avril 1983 à Dolores (Alicante). Elle mesure 1,74 m et joue au poste de libero. 

## Clubs
| Club                   | De        | À         |
| ---------------------- | --------- | --------- |
| Vóley Murcia           | 2000-2001 | 2003-2004 |
| Club Voleibol Albacete | 2004-2005 | 2005-2006 |
| CAV Murcia 2005        | 2006-2007 | 2010-2011 |
| Vóley Murcia           | 2011-2012 | 2011-2012 |
| Dauphines Charleroi    | 2012-2013 | …         |

## Palmarès

### Clubs
- Top Teams Cup
  - Vainqueur : 2007
- Championnat d'Espagne
  - Vainqueur : 2007, 2008, 2009.
  - Finaliste : 2011.
- Coupe d'Espagne
  - Vainqueur : 2007, 2008, 2009, 2010, 2011.
- Supercoupe d'Espagne
  - Vainqueur : 2006, 2007, 2009, 2010.
- Championnat de Belgique
  - Finaliste : 2014, 2015.

### Distinctions individuelles
- Top Teams Cup 2006-2007: Meilleure libero[1].